# ヘイデン・パネッティーア
ヘイデン・レスリー・パネッティーア（Hayden Lesley Panettiere、1989年8月21日 - ）は、アメリカ合衆国の女優、モデル、歌手、声優、活動家。

## 人物
『ワン・ライフ・トゥ・リヴ』（1994年～1997年）のサラ・ロバーツ役、『ガイディング・ライト』（1996年～2000年）のリジー・スポルディング役で女優業を開始し、10歳の時にディズニー映画『タイタンズを忘れない』でシェリル・ヨースト役を演じた。長い経歴の中でも最も知られる役はNBCの連続テレビ・ドラマ『HEROES』（2006年～2010年）でのチアリーダー、クレア・ベネット役であり、これにより数々の賞を受賞した。他に実際の事件を基にした『Amanda Knox: Murder on Trial in Italy 』のアマンダ・ノックス役、ホラー映画『スクリーム4: ネクスト・ジェネレーション』のカービィ・リード役でも知られる。2012年10月よりABCの連続音楽ドラマ『ナッシュビル』でジュリエット・バーンズ役を演じ、同作品で2012年ゴールデングローブ賞助演女優賞にノミネートされた。

## 生い立ち
ニューヨーク州パリセーズ出身。父親のアラン・リー・“スキップ”・パネッティーアは消防署長、母親のレスリー・R・ヴォーゲルはソープ・オペラに出演していた元女優、弟のジャンセン・パネッティーアは俳優。イタリア人とドイツ人の血を引いている。姓である「パネッティーア」はイタリア語で「パン屋」、母親の旧姓はドイツ語で「鳥」を意味している。彼女の母親はインディアナ州出身である。
ニューヨークにある南オレンジタウン中学校に進学したが、9年生から高等学校卒業までホームスクーリングで学習した。

## キャリア

### 女優業

#### テレビ
生後4ヶ月からモデルとしてキャリアをスタートさせ、生後11ヵ月でPlayskoolの電車のおもちゃのCMでデビュー。以後子役として活動し、1994年から1997年のABCの『ワン・ライフ・トゥ・リヴ』のサラ・ロバーツ役、1996年及び1997年から2000年のCBSの『ガイディング・ライト』の白血病と闘うリジー・スポルディング役の二つのソープオペラで注目を集める。昼間に放送されていた『ガイディング・ライト』は全国の患者の視聴を集め、白血病及び悪性リンパ腫協会より特別感謝賞が与えられた。
1999年、ライフタイム・テレビジョンのテレビ映画『If You Believe 』の演技が評価され、ヤング・アーティスト・アワードのテレビ映画/パイロット番組部門で10歳以下の若い女優に与えられる賞を受賞。その他の出演はFOXの『アリー my Love』でキャリスタ・フロックハート演じる主人公アリーの娘マディ・ハリントン役、『マルコム in the Middle』や『LAW & ORDER:性犯罪特捜班』などのゲスト出演など。アニメ映画『バグズ・ライフ』朗読版で2000年のグラミー賞最優秀子供向けスポークン・ワード・アルバム賞にノミネートされた。
ジョディ・フォスターとクリステン・スチュワートが母娘役を演じた2002年公開映画『パニック・ルーム』では、当初はニコール・キッドマンとパネッティーアがキャスティングされていた。しかしキッドマンの降板に伴いパネッティーアの出演も取り消された。
2006年から放送が始まったティム・クリング原作のNBCの『HEROES/ヒーローズ』では驚異的な再生能力を持つ高校生のチアリーダー、クレア・ベネットを演じ、一躍トップスターの仲間入りを果たす。この役のおかげで2007年に行なわれたGen Con 、New York Comic Con 、Fan Expo Canada など世界中のSF大会に招聘された。彼女に与えられる役により「視聴者の方々には『人気者のチアリーダー』タイプであったりただの『金髪女性』と見られる」ことがしばしばある。
2007年初頭、MTVの『パンクト』に出演。彼女の母親と男性ファンが彼女と女優としての活動について話していたところ、この男性ファンの妻に嫉妬されるというドッキリ企画であった。2007年4月の新シリーズの1エピソードで司会を担当。
2007年にユナイテッド・タレント・エージェンシーからウィリアム・モリス・エージェンシーに移籍。
2008年にハリウッド・レコーズより『Wake Up Call』で歌手デビューを果たした。
2012年3月、ABCの音楽ドラマ『ナッシュビル』でコニー・ブリットンと相対するジュリエット・バーンズ役で出演することが発表された。2012年5月、ABCはシリーズ化前提としてパイロット版を購入。『タイタンズを忘れない』以来バージェス・ジェンキンスと共演。

#### 映画
『バグズ・ライフ』で映画初出演して以来、数々の映画に出演している。1999年、『メッセージ・イン・ア・ボトル』で沈みゆくヨットに乗った少女を演じた。2000年のディズニー映画『タイタンズを忘れない』でコーチであるビル・ヨースト(ウィル・パットン)の娘シェリル・ヨーストを演じた。『チアーズ3』で主演のチアリーダー役を演じ、自主映画『Shanghai Kiss 』ではアデレイド・バーボンを演じた。2004年、ディズニー・チャンネル・オリジナル・ムービーの『Tiger Cruise 』に出演し、『プリティ・ヘレン』ではヘレン・ハリス(ケイト・ハドソン)の若い姪オードリー・デイヴィス役を演じた。2005年、ウォルト・ディズニー・ピクチャーズの『アイス・プリンセス』においてスケート・コンテストでライバルとなる主演2人のうち1人を演じた。同年、『レーシング・ストライプス』で主演チャニング・ウェルシュ役を演じた。
2007年6月、ユナイテッド・タレント・エージェンシーからWilliam Morris Agency に移籍した。『フォーブス誌によると、2007年、200万ドルの収入があったと見積もられた。
2008年、ドラマ映画『しあわせの帰る場所』でジェーン・ローレンス(エミリー・ワトソン)の若い頃を演じた。2008年9月、Funny or Die で公共広告的風刺映画『Hayden Panettiere PSA: Your Vote, Your Choice 』に出演した。10月、またFunny or Die で公共広告的風刺映画『Vote for McCain: He's just like George Bush, except older and with a worse temper 』に出演した。
2009年7月、10代向けのコメディ『愛しのベス・クーパー』に主演した。2010年9月、実際の事件を基にし議論となった『Amanda Knox: Murder on Trial in Italy 』のアマンダ・ノックス役で主演する契約を結んだ。2010年、『Alpha and Omega 』でケイト役でジャスティン・ロングと共に声の出演をした。
2011年4月、『Scream 』シリーズの『スクリーム4: ネクスト・ジェネレーション』でカービィ・リード役を演じ、作品自体は賛否両論であったが、パネッティーアの演技は称賛を得ており、彼女の出演シーンはこの作品の見どころとされた。同年、『リトル・レッド レシピ泥棒は誰だ!?』シリーズで2009年に製作された『Hoodwinked Too! Hood vs. Evil 』でアン・ハサウェイの降板に伴い、主演のレッド役で声の出演をすることとなった。2009年に製作された『The Forger 』でアンバー役を演じ、2012年、DVDスルーで発表された。

#### ゲーム
『キングダム ハーツ』と『キングダム ハーツII』のカイリの声を担当した。『キングダム ハーツ Re:チェイン オブ メモリーズ』と『キングダム ハーツ 358/2 Days』ではカイリ役はアリソン・ストーナーに代わったが、『キングダム ハーツ バース バイ スリープ』ではパネッティーアがカイリ役に戻り、『キングダム ハーツ 3D ［ドリーム ドロップ ディスタンス］』ではシオン役を演じた。

### 歌手業
1999年、『バグズ・ライフ』朗読版(2000年)でグラミー賞にノミネートされた。2004年、パネッティーアが主演したディズニー・チャンネル・オリジナル・ムービーの『Tiger Cruise 』の曲『My Hero Is You 』、映画『The Dust Factory 』のワット・ホワイトとのデュエット曲『Someone Like You 』を収録した。翌年、パネッティーアが主演者の1人となったウォルト・ディズニー・ピクチャーズの『アイス・プリンセス』の曲『I Fly 』を収録した。他にハリウッド・レコードのコンピレーション・アルバム『Girl Next 』(2006年)、『Girl Next 2 』 (2007年)の曲『Go to Girl 』を収録した。また2007年、『Disneymania 5 』に収録される『Cruella de Vil 』のカヴァー、映画『テラビシアにかける橋』のサウンドトラックの曲『Try 』、ビデオ映画『シンデレラIII 戻された時計の針』のバラード曲『I Still Believe 』を収録した。
2008年8月5日、初シングル『Wake Up Call 』がデジタル配信された。衣料ブランドCandie's は7月下旬にこのシングル曲をキャンペーン広告にて初披露すると発表した。Candie's はまたテレビ・コマーシャルやミュージック・ビデオでこの曲のプロモーションを行なうこととした。
2012年より、ABCの音楽ドラマ『ナッシュビル』で使用されるシングル曲やサウンドトラックのアルバム曲などを収録している。
2013年、Cotton Incorporated のキャンペーンのため『The Fabric of My Life 』を収録した。

### モデル業
2006年後期より、ニュートロジーナは世界規模の広告媒体にクリスティン・クルック、ジョシー・ビセット、ジェニファー・ラブ・ヒューイット、マンディ・ムーア、ミーシャ・バートン、ガブリエル・ユニオン、ジェニファー・フリーマンに続きパネッティーアを出演させた。2007年9月、アニー・リーボヴィッツが撮影した牛乳普及キャンペーンGot Milk? の『HEROES』をテーマにした広告に出演した。2008年2月、Kohl's はパネッティーアがCandie's の次のスポークスパーソンになると発表した。

## 私生活

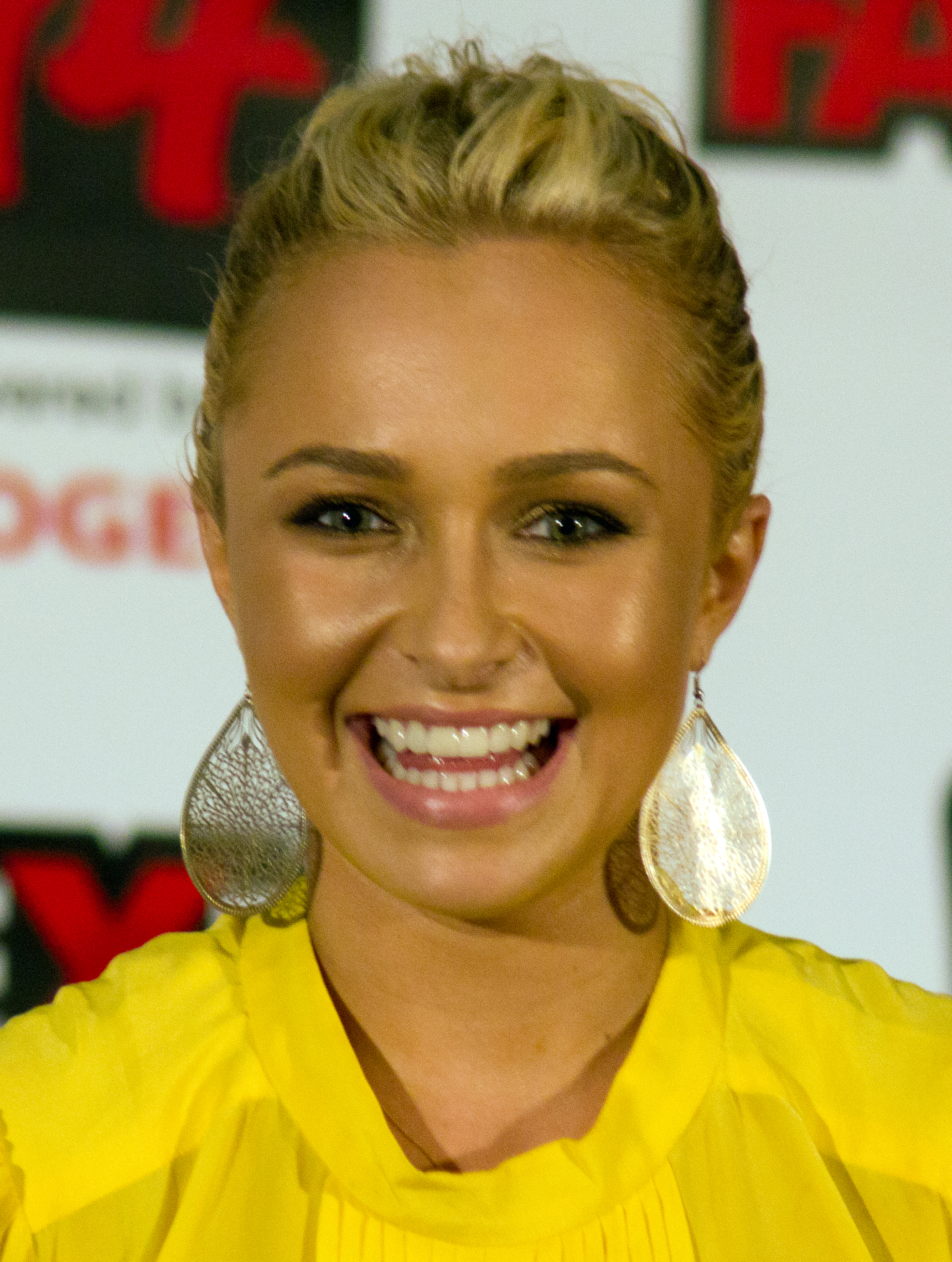
カナダトロントで開催された『ファン・エクスポ・カナダ』にて（2011年8月27日）

2006年から2007年9月まで俳優のスティーブン・コレッティと、2007年12月から2009年2月まで『HEROES/ヒーローズ』で共演しているマイロ・ヴィンティミリアと交際。
2009年、プロボクサーでIBF・WBO世界ヘビー級統一王者であるウラジミール・クリチコと共通の知人のパーティで知り合い、すぐに交際に発展。2010年9月11日、対サミュエル・ピーター戦で勝利した試合をリングサイドで観戦する姿が目撃されたが、2011年5月、遠距離恋愛を理由に、二年にわたるクリチコとの交際が友好的に終わり、親友となったことを認めた。しかし、これは交際へのマスコミによる干渉を避けるための一時的な措置であった。2011年6月から2012年12月、NFLのスコッティ・マクナイトと交際していた。2013年4月のインタビューではクリチコと再び交際していることを認めた。2013年10月、夏から噂になっていた通り、クリチコと婚約したことを発表した。2014年の12月には、女児を出産、Kaya Evdokiaと名付けられた。2018年8月、クリチコと再度破局。娘はクリチコのもとで育てられている。
2018年より俳優志望のブライアン・ヒッカーソンと交際。2019年5月と2020年2月、パネッティーアに対するDV容疑でヒッカーソンは逮捕され、2020年4月に懲役45日を言い渡された。パネッティーアはヒッカーソンに対し接近禁止命令を取得したが、ヒッカーソンの出所後、二人は交際を再開している。
左脇にイタリア語で彫られている「Vivere senza rimipianti」というタトゥーは、「rimpianti」という正しいスペルであれば「悔いなく生きる」の意。2013年8月、レーザーによるタトゥーの消去を開始した。
『ヒーローズ』に出演していた頃から食事をベジタリアン仕様にしていたが、ベジタリアンの食事ではエネルギーが湧かないとし、現在は鶏肉や魚も摂取するようにしている。

### 活動家として
2007年、ロナルド・マクドナルド・ハウス・チャリティーズ(RMHC)の公式サポーター、およびフレンズ・オブRMHCと呼ばれるセレブ役員会のメンバーとなった。
2007年10月31日、反捕鯨団体であるWhaleman Foundationとともに捕鯨を妨害するために訪日し、和歌山県太地町のイルカ漁を隠し撮りして話題になった映画ザ・コーヴに出演した。この時、パネッティーアは『Home and Away 』の元出演者イザベル・ルーカスを含む他の豪州出身者と米国出身者からなる5人のサーファーとともに太地町の漁場において10分以上に渡ってイルカ漁に対する妨害行為を行った。漁師側はこれを文化に対する攻撃だとみている。
パネッティーアはアメリカのエンターテイメント情報番組E! Newsに対して日本の警察が逮捕状を出したようだと語ったが、日本の水産庁は週刊新潮の取材に対してそのような可能性を否定した。2007年11月、この行動は動物愛護団体PETAに評価され、Compassion in Action Award として表彰された。
2008年1月28日、ノルウェーと日本の在米大使館に対して捕鯨をやめるよう抗議文書を送った。一方、アラスカ州アンカレッジで行なわれたグリーンピースのイベントで、アメリカで現在も行われている先住民による捕鯨については商業捕鯨とは異なるとして擁護した。
2008年5月、Whaleman Foundation のキャンペーンとして、オークション・サイトのeBayで行なわれた『Save the Whales Again 』という資金集めイベントに参加した。このオークションには、パネッティーアと共にハリウッドにあるエヴァ・ロンゴリア所有のレストランBeso で食事、カリフォルニア州サンタバーバラの海岸でホエール・ウオッチングができる権利が出品された。同月、10代向けの雑誌『Teen Vogue 』のインタビューで、自身の名声を用いて活動に駆り立てるものとして「『ヒーローズ』に出演したことで、私の考えを行動に移すことができた」と語った。2010年、当時ボーイフレンドであった世界チャンピオンボクサーのウラジミール・クリチコとともに再び太地町を訪れ、イルカに見立てた白い布の上に座ってイルカ漁に抗議し、もし太地町がイルカ漁をやめるなら「宣伝して観光旅行の推進を手伝う」と米メディアに対して語った。
2008年9月、Dooney & Bourke から子牛の皮のバッグを発表した。
2008年10月、2008年アメリカ合衆国大統領選挙に興味を持ち、ウエブサイトFunny or Die で公共広告を発表した。この動画の中でパネッティーアは共和党候補者であったジョン・マケインの年齢や性格を嘲った。続いてバラク・オバマに投票する意思を表明し、若年層に投票を促した。
ワシントンD.C.の下院議員であるポール・ストラウスと共に公共広告に出演し、投票権のないD.C.の下院議員にも投票権を与えるよう求めた。
また十代の妊娠を防ぐことを目的とするCandie's Foundation の大使としても活躍している。2009年5月6日、ニューヨークで行なわれた十代の妊娠に関するタウンホール・ミーティングにブリストル・ペイリン(サラ・ペイリンの長女で十代で妊娠)、メジャーリーグベースボールのピッチャーであるマット・ガーザ(十代の頃から交際していた女性と結婚)と共に出席した。

## 出演作品

### テレビ
| 年              | 題                                                         | 役                                                          | 特記事項                                            | 吹き替え   |
| --------------- | ---------------------------------------------------------- | ----------------------------------------------------------- | --------------------------------------------------- | ---------- |
| 1994年 – 1997年 | ワン・ライフ・トゥ・リヴ One Life to Live                  | サラ・ヴィクトリア・ロバーツ(フラッシュ)                    |                                                     | 無し       |
| 1996年          | Aliens in the Family                                       | 少女                                                        | エピソード: Too Good to Be True (1.05)              | 無し       |
| 1996年          | How Do You Spell God?                                      | ミーガン・ブラックウッド                                    | 映画                                                | 無し       |
| 1996年–2000年   | ガイディング・ライト Guiding Light                         | エリザベス・スポルディング(リジー)                          |                                                     | 無し       |
| 1997年          | Unhappily Ever After                                       | 少女                                                        | エピソード: Little Ice Cream Shop of Horrors (3.19) | 無し       |
| 1998年          | A Will of Their Own                                        | N/A                                                         | ミニシリーズ                                        | 無し       |
| 1999年          | Too Rich: The Secret Life of Doris Duke                    | 若い頃のドリス・デューク                                    | ミニシリーズ                                        | 無し       |
| 1999年          | Touched by an Angel                                        | ディアナ                                                    | エピソード: Godspeed (5.26)                         | 無し       |
| 1999年          | If You Believe                                             | 若い頃のスーザン・ストーン / アリス・ストーン(スーザンの姪) | Lifetime オリジナル映画                             | 無し       |
| 2001年          | LAW & ORDER:性犯罪特捜班 Law & Order: Special Victims Unit | アシュリー                                                  | エピソード: Abuse                                   | TBA        |
| 2001年          | Chestnut Hill                                              | モリー・イーストマン                                        | 映画                                                | 無し       |
| 2001年–2002年   | アリー my Love Ally McBeal                                 | マディ・ハリントン                                          | シーズン5、10エピソード                             | 川上とも子 |
| 2003年          | Normal                                                     | パティ・アン・アップルウッド                                | HBO映画                                             | 無し       |
| 2003年–2005年   | マルコム in the Middle Malcolm in the Middle               | ジェシカ                                                    | 4エピソード                                         | TBA        |
| 2004年          | 学園パトロール フィルモア Fillmore!                        | Yumi (声)                                                   | エピソード: Code Name: Electric Haircut (2.09)      | TBA        |
| 2004年          | Tiger Cruise                                               | マディ・ドラン                                              | ディズニー・チャンネル・オリジナル映画              | 無し       |
| 2005年          | LAW & ORDER:性犯罪特捜班 Law & Order: Special Victims Unit | Angela Agnelli                                              | エピソード: Hooked                                  | TBA        |
| 2005年          | Lies My Mother Told Me                                     | Haylei Sims                                                 | 映画                                                | 無し       |
| 2006年          | Commander in Chief                                         | ステイシー                                                  | エピソード: Wind Beneath My Wing (1.12)             | 無し       |
| 2006年          | Skater Boys                                                | Kassidy Parker No.2                                         | エピソード: Band of Gold                            | 無し       |
| 2006年–2010年   | HEROES Heroes                                              | クレア・ベネット                                            | メイン・キャラクター                                | 田代有紀   |
| 2007年          | パンクト Punk'd                                            | 本人                                                        | シーズン8、エピソード1                              | 無し       |
| 2007年          | Robot Chicken                                              | Cheetara / Ramona / Seuss Sister                            | エピソード: Endless Breadsticks (3.06)              | 無し       |
| 2010年          | アメリカン・ダッド American Dad!                           | アシュリー (声)                                             | エピソード: Stan's Food Restaurant                  | 無し       |
| 2011年          | Amanda Knox: Murder on Trial in Italy                      | アマンダ・ノックス                                          | Lifetimeオリジナル映画                              | 無し       |
| 2012年          | パンクト Punk'd                                            | 本人 / ゲスト司会者                                         | シーズン9、エピソード3                              | 無し       |
| 2012年–         | ナッシュビル Nashville                                     | ジュリエット・バーンズ                                      | 主演                                                | 無し       |

### 映画
| 年   | 題                                                        | 役                               | 特記事項                           | 吹き替え                                                |
| ---- | --------------------------------------------------------- | -------------------------------- | ---------------------------------- | ------------------------------------------------------- |
| 1998 | バグズ・ライフ A Bug's Life                               | ドット姫                         | 声優                               | 須藤祐実                                                |
| 1998 | 私の愛情の対象 The Object of My Affection                 | Mermaid                          | 映画デビュー作                     | TBA                                                     |
| 1999 | メッセージ・イン・ア・ボトル Message in a Bottle          | 沈みゆくボートに乗った少女       |                                    | TBA                                                     |
| 2000 | ダイナソー Dinosaur                                       | スーリ                           | 声                                 | 須藤祐実                                                |
| 2000 | タイタンズを忘れない Remember the Titans                  | シェリル・ヨースト               |                                    | 須藤祐実                                                |
| 2001 | リーマン・ジョー! Joe Somebody                            | ナタリー・シェファー             |                                    | 中村千絵                                                |
| 2002 | マリー・アントワネットの首飾り The Affair of the Necklace | 少女時代のジャンヌ               |                                    | 荒井静香                                                |
| 2004 | ファンタジー・ファクトリー The Dust Factory               | メラニー・ルイス                 |                                    | 細野雅世                                                |
| 2004 | プリティ・ヘレン Raising Helen                            | オードリー・デイヴィス           |                                    | 遠藤綾                                                  |
| 2005 | レーシング・ストライプス Racing Stripes                   | チャニング・ウェルシュ           |                                    | 大塚ちひろ （劇場公開版） 小笠原亜里沙 （日本テレビ版） |
| 2005 | アイス・プリンセス Ice Princess                           | ジェニファー・ハーウッド(ジェン) |                                    | 沢城みゆき                                              |
| 2006 | チアーズ3 Bring It On: All or Nothing                     | ブリトニー・アレン               |                                    | 宮島依里                                                |
| 2006 | The Architect                                             | クリスティーナ・ウォーターズ     |                                    | 無し                                                    |
| 2006 | Mr. Gibb                                                  | アリソン・パーマー(アリー)       | 『The Good Student 』としてDVD発売 | 無し                                                    |
| 2007 | Shanghai Kiss                                             | アデレイド・バーボン             |                                    | 無し                                                    |
| 2007 | Diary of a New Girl                                       | ハンナ・ロシェル                 | 声                                 | 無し                                                    |
| 2008 | しあわせの帰る場所 Fireflies in the Garden                | 若い頃のジェーン・ローレンス     | 2011年、北米公開                   | 無し                                                    |
| 2008 | Scooby-Doo and the Goblin King                            | Fairy Princess Willow            | 声                                 | 無し                                                    |
| 2009 | 愛しのベス・クーパー I Love You, Beth Cooper!             | ベス・クーパー                   | 主演                               | 生天目仁美                                              |
| 2009 | ザ・コーヴ The Cove                                       | 本人                             |                                    | 無し                                                    |
| 2010 | アルファ・アンド・オメガ Alpha and Omega                  | ケイト                           | 声                                 | 無し                                                    |
| 2011 | スクリーム4: ネクスト・ジェネレーション Scream 4          | カービィ・リード                 | 主要人物                           | 高垣彩陽                                                |
| 2011 | Hoodwinked Too! Hood vs. Evil                             | 赤ずきん (声)                    | 2009年製作                         | 無し                                                    |
| 2012 | The Forger                                                | アンバー                         | 2009年製作                         | 無し                                                    |
| 2013 | Over the Wall                                             | ビリー・ジーン                   |                                    | 無し                                                    |
| 2023 | Scream VI                                                 | カービィ・リード                 |                                    |                                                         |

### ゲーム
| 年   | 題                                                                                             | 役            | 特記事項 | 吹き替え・オリジナル日本語 |
| ---- | ---------------------------------------------------------------------------------------------- | ------------- | -------- | -------------------------- |
| 1998 | A Bug's Life                                                                                   | ドット姫 (声) |          | 無し                       |
| 2002 | マーク・オブ・クリィ The Mark of Kri                                                           | Tati (声)     |          | 無し                       |
| 2002 | キングダム ハーツ Kingdom Hearts                                                               | カイリ (声)   |          | 内田莉紗                   |
| 2006 | キングダム ハーツII Kingdom Hearts II                                                          | カイリ (声)   |          | 内田莉紗                   |
| 2010 | キングダム ハーツ バース バイ スリープ Kingdom Hearts Birth by Sleep                           | カイリ (声)   |          | 内田莉紗                   |
| 2012 | キングダム ハーツ 3D ［ドリーム ドロップ ディスタンス］ Kingdom Hearts 3D: Dream Drop Distance | シオン (声)   |          | 内田莉紗                   |
| 2013 | キングダム ハーツ HD 1.5 リミックス Kingdom Hearts HD 1.5 Remix                                | カイリ (声)   |          | 内田莉紗                   |
| 2015 | UNTIL DAWN -惨劇の山荘- Until Dawn                                                             | サム          |          | 白石涼子                   |